# Young Foolish Happy
Young Foolish Happy é o segundo álbum de estúdio da cantora inglesa Pixie Lott. Foi lançado em 11 de novembro de 2011 pela gravadora Mercury.

## Antecedentes
Após ter completado sua primeira turnê, The Crazy Cats Tour, em dezembro de 2010, a cantora inglesa Pixie Lott começou a compor e gravar canções para seu segundo álbum de estúdio em janeiro de 2011 em Los Angeles, Califórnia, onde ficou por mais três meses. Nos Nickelodeon Kids' Choice Awards de 2011, ela falou ao portal Digital Spy que continuou trabalhando diariamente no novo disco e que colaborações com pessoas renomadas estariam por vir. Em setembro, divulgou o título do projeto, Young Foolish Happy, e explicou que foi inspirado em uma canção de soul favorita sua, "Be Young, Be Foolish, Be Happy", do grupo vocal estado-unidense The Tams. Comentou que os termos da denominação, "jovem", "brincalhão" e "feliz" estão relacionados com a energia do disco e a mensagem que queria passar por serem motivadores.

## Singles
A canção "All About Tonight" estreou em 11 de julho de 2011 no programa radiofônico The Chris Moyles Show da emissora BBC Radio 1. Em 2 de setembro seguinte, foi lançada como o primeiro single do Young Foolish Happy. No Reino Unido, atingiu o topo da UK Singles Chart, tabela musical publicada pela empresa britânica The Official Charts Company, com 88.893 cópias vendidas em sua primeira semana. Tornou-se o terceiro trabalho de número um nacional de Lott, enquanto teve o mesmo desempenho gráfico na Escócia. Entrou também em listas da Irlanda e da Coreia do Sul nas nona e quinquagésima posições, respectivamente. Seu vídeo acompanhante foi dirigido por Marc Klasfeld e mostra a cantora e suas amigas dançando nas ruas de Los Angeles, Califórnia, onde foi locado.
A segunda faixa de divulgação do disco, "What Do You Take Me For?", veio a alcançar o décimo lugar da UK Singles Chart, enquanto seu pico em território irlandês foi na trigésima colocação. Sua gravação audiovisual correspondente exibe Lott e o artista convidado Pusha T em uma sequência de dança contemporânea e energética, com direção de Declan Whitebloom. A imprensa notou que o vídeo contém uma imagem mais sexual e madura da cantora pelo seu vestuário revelador e coreografia insinuada.
"Kiss the Stars" foi lançada como terceiro single do Young Foolish Happy em 30 de janeiro de 2012. A música chegou ao oitavo lugar da UK Singles Chart e um vídeo para a canção foi dirigido por Julian Gibbs com um cenário de ficção científica em que a cantora faz sequências de dança em diversos trajes.

### Outras canções
Na semana de 13 a 19 de novembro de 2011, "Everybody Hurts Sometimes" estreou na trigésima posição da tabela internacional de canções sul-coreana, a Gaon Music Chart.

## Divulgação

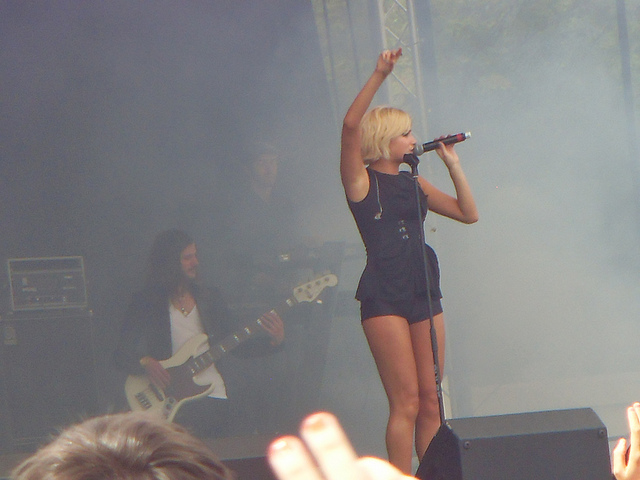
Lott cantando "All About Tonight" em Stoke-on-Trent em 2011.

Lott fez uma série de aparições públicas em função de promover o Young Foolish Happy pelo Reino Unido. Apresentou o primeiro single "All About Tonight" em três festivais: um de Stoke-on-Trent, o Tramlines de Sheffield e o Key 103 Live de Manchester, todos os três em julho de 2011. No mês seguinte, a cantora também interpretou a faixa em uma parada de orgulho gay de Manchester e nos programas televisivos Lorraine e Red or Black?. Em outubro de 2011, a artista esteve em duas premiações de música: nos Radio 1 Teen Awards, onde cantou "All About Tonight" e "What Do You Take Me For?", e nos Q Awards, em que fez um concerto como uma prévia do conteúdo da obra. Na Irlanda, ela compareceu à atração televisionada The Saturday Night Show em novembro de 2011 e fez uma sessão ao vivo da segunda faixa de promoção do álbum. Durante um breve período antes do lançamento do trabalho e como parte de sua divulgação, a loja virtual Amazon.co.uk disponibilizou a faixa de Lott "I Need a Dollar" para aquisição gratuita.
De volta ao seu país, transmissões de televisão mostraram a cantora no programa Loose Women, onde cantou "What Do You Take Me For?", e no especial The Album Chart Show, no qual fez apresentações de composições do Young Foolish Happy. Em novembro, Lott interpretará "All About Tonight" no evento musical alemão The Dome e fará parte do britânico Jingle Bell Ball em dezembro de 2011 para apresentar o material do novo disco.

### Young Foolish Happy Tour
A Young Foolish Happy Tour foi uma turnê musical promocional de Lott e sua segunda no geral. Ocorrida em abril e maio de 2012 pela Ásia, a excursão foi realizada para divulgar o Young Foolish Happy. Num dos maiores mercados de música do mundo, a cantora lançou uma edição especial do disco no continente asiático para acompanhar o período de promoção do trabalho.
Os concertos, cuja duração era de cerca de uma hora, consistiam da artista em um pequeno palco e acompanhada de um músico tocando violão. Além das apresentações, a cantora fez outras atividades de divulgação como sessões de autógrafos e aparição a rádios locais dos países onde visitou. Em Singapura, o concerto atraiu um público de mais de oitocentas pessoas.

#### Repertórios
1. "All About Tonight"
2. "Boys and Girls"
3. "Cry Me Out" (versão acústica)
4. "Everybody Hurts Sometimes" (versão acústica)
5. "Dancing on My Own" (com participação de Kevin Lester)[44]
6. "Kiss the Stars"

1. "Kiss the Stars"
2. "Cry Me Out"
3. "Dancing on My Own" (com participação de Moots e Kraft)[42]
4. "Use Somebody" (versão acústica)
5. "Isn't She Lovely" (versão acústica)
6. "Mama Do (Uh Oh, Uh Oh)"

Bis
1. "All About Tonight"

#### Datas da turnê
| Ásia                |                           |               |                                    |
| 1° de abril de 2012 | Tóquio                    | Japão         | Makuhari Messe[A]                  |
| 18 de maio de 2012  | Área Central de Singapura | Singapura     | Zirca                              |
| 20 de maio de 2012  | Pequim                    | China         | Yuyang International Ski Resort[B] |
| 23 de maio de 2012  | Seul                      | Coreia do Sul | Clube Junkie                       |
| 26 de maio de 2012  | Kuala Lumpur              | Malásia       | KL Live                            |
| 28 de maio de 2012  | Kota Kinabalu             | Malásia       | 1Borneo                            |

Notas
- A^ Concerto integrante do festival Spring Groove 2012.
- B^ Concerto integrante do China Music Valley International Music Festival.

- Commons

## Desempenho comercial
Young Foolish Happy fez a sua estreia nas tabelas de sucesso através da irlandesa publicada pela Irish Recorded Music Association, quando atingiu o número 33 da lista em 17 de novembro de 2011. Nove dias após, entrou no Reino Unido através da UK Albums Chart no 18.° lugar com 18.503 cópias vendidas em sua primeira semana. Na Coreia do Sul, entrou na publicação internacional da Gaon Music Chart, na qual alcançou a 42.ª posição. Em fevereiro de 2012, o álbum recebeu a certificação de ouro pela British Phonographic Industry. Mais tarde daquele ano, ficou na décima colocação da edição internacional da lista croata divulgada pela companhia HDU.

## Recepção crítica
| Críticas profissionais | Críticas profissionais |
| Avaliações da crítica  | Avaliações da crítica  |
| Fonte                  | Avaliação              |
| ---------------------- | ---------------------- |
| Allmusic               | [ 56 ]                 |
| Daily Express          | (2/5)                  |
| Evening Standard       | [ 58 ]                 |
| Irish Independent      | (6/10)                 |
| NME                    | (4/10)                 |
| Território da Música   | [ 60 ]                 |
| The Times              | [ 61 ]                 |
| Today                  | [ 62 ]                 |

Simon Gage, do tabloide britânico Daily Express, comentou que embora Lott tenha uma boa aparência e a habilidade vocálica e a de composição, todas estas características não sejam o suficiente nos dias atuais. Ele relatou que mesmo o álbum contendo canções animadas, a cantora encontra-se sem espaço no cenário musical. Completou a sua resenha afirmando que Young Foolish Happy "tem toda a pegação esperada da moça de ouro do ano passado, mas este ano está bem diferente". Duncan Gillespie, da revista NME, foi mais crítico: chamou os dois primeiros singles de "consideravelmente bons" e "Stevie on the Radio" de "horrível", afirmando que no final da execução do disco, o ouvinte, ao contrário de sentir raiva, encontra-se entre uma confusão moral e cultural. Os redatores do Daily Star Kim Dawson e John Earls notaram que embora a artista seja uma jovem, não há nada de tolo no disco, em relação ao título da obra. Eles apontaram "Bright Lights (Good Life) Part II" como seu ponto alto e elogiaram os vocais da artista.
Fraser McAlpine, da rede BBC, lamentou não haver "Boys and Girls", composição do Turn It Up, projeto de estreia de Lott, visto que havia sido um resultado bom e original, mas o desempenho não repetiu-se em Young Folish Happy. Ele chegou a estranhar o ocorrido, mas a sua justificativa foi que as canções parecem retrabalhos de outras de outros artistas. O seu resumo do álbum foi que tem "pouco da magia que caracterizou os altos de seu início", em relação à carreira de Lott. Stephen Thomas Erlewine, do portal Allmusic, concordou com McAlpine ao escrever que ao passo que há canções bem produzidas no disco, o resto delas não possui esta qualidade e acabam por "amortecer a personalidade ousada de Lott, que era o encanto principal de Lott no seu debute". Rick Pearson, do Evening Standard, aprovou o direcionamento musical da cantora ao escolher um projeto mais para o gênero soul, que funciona melhor para sua voz, e apontou que seu plano era de imitação, não de inovação. Kevin Mathews, do periódico singapuriano Today, fez um relatório misto ao apontar que ao passo que o trabalho contém características suficientes para satisfazer o público como a execução vocal da cantora e ritmos contagiantes, não passa além disso e que mais da artista é esperado. A análise publicada pelo jornal irlandês Irish Independent observou o seguinte: "Com sua produção inteligente e os vocais emocionantes de Lott, [o álbum] pode soar completamente polido em alguns momentos e como consequência, um pouco desinteressante, mas isso pode significar um crescimento gradual." Aaron M., do portal brasileiro Território da Música, foi mais positivo ao descrever a vontade da cantora em surpreender com um segundo álbum como cumprida e que o trabalho faz seu papel em ser convincente, favorecendo ainda a habilidade de composição da artista como mais madura.

## Lista de faixas
| N.º            | Título                                                   | Compositor(es)                                                | Produtor(es)                                | Duração |  |
| 1.             | "Come Get It Now"                                        | Pixie Lott, Mr Hudson, Cathy Dennis, Robin French             | Mr Hudson                                   | 2:19    |  |
| 2.             | "All About Tonight"                                      | Lott, Tebey Ottoh, Brian Kidd, Tommy Lee James                | Kidd                                        | 3:05    |  |
| 3.             | "What Do You Take Me For?" (com Pusha T)                 | Lott, Anne Preven, Christopher Mercer, Terrence Thornton      | Rusko                                       | 2:55    |  |
| 4.             | "Nobody Does It Better"                                  | Lott, Tim Powell, Wayne Hector, Richard Stannard              | Powell                                      | 3:33    |  |
| 5.             | "Kiss the Stars"                                         | Lott, Mads Hauge, Phil Thornalley                             | Hauge, Thornalley                           | 3:14    |  |
| 6.             | "Stevie on the Radio"                                    | Lott, Adrian Gurtvitz, Marthony "Mark" Tabb                   | Gurtvitz                                    | 4:10    |  |
| 7.             | "Everybody Hurts Sometimes"                              | Lott, Christopher J. Baran, James Bourne                      | Captain Hook                                | 4:03    |  |
| 8.             | "Dancing On My Own" (com Marty James)                    | Lott, Toby Gad, Marty James                                   | Gad                                         | 3:50    |  |
| 9.             | "Love You to Death"                                      | Lott, Gad, Ruth-Anne Cunningham                               | Gad                                         | 3:29    |  |
| 10.            | "Birthday"                                               | Lott, The Invisible Men, Eagle Eye                            | The Invisible Men, Eagle Eye                | 3:16    |  |
| 11.            | "Bright Lights (Good Life) Part II" (com Tinchy Stryder) | Lott, Jarrad Rogers, Tinchy Stryder                           | Jaz Rogers                                  | 4:04    |  |
| 12.            | "Perfect"                                                | Lott, Hauge, Thornalley                                       | Hauge, Thornalley                           | 3:05    |  |
| 13.            | "You Win"                                                | Lott, John Stephens, Tennille de Freitas                      | John Legend, Patrick Warren                 | 4:22    |  |
| 14.            | "We Just Go On"                                          | Lott, Steve Kipner, Andrew Frampton, Patrick Jordan-Patrikios | Frampton, Kipner, "Jester" Jordan-Patrikios | 3:50    |  |
| Duração total: | Duração total:                                           | Duração total:                                                | Duração total:                              | 49:15   |  |

| Edição deluxe  |                                                             |                                                        |                   |         |  |
| N.º            | Título                                                      | Compositor(es)                                         | Produtor(es)      | Duração |  |
| 15.            | "Till the Sun Comes Out"                                    | Lott, Baron, Bourne                                    | Captain Hook      | 3:37    |  |
| 16.            | "The Thing I Love"                                          | Lott, Harvey Mason, Jr. Damon Thomas, James Fauntleroy | The Underdogs     | 3:35    |  |
| 17.            | "I Throw My Hands Up"                                       | Lott, Lauren Christy, Graham Edwards, Scott Spock      | The Matrix        | 2:50    |  |
| 18.            | "Black as Rain"                                             | Lott, Hauge, Thornalley                                | Hauge, Thornalley | 3:43    |  |
| 19.            | "Paper Planes"                                              | Lott, Stannard, Ash Howes, Hector                      | "Biff" Stannard   | 3:41    |  |
| 20.            | "What Do You Take Me For?" (com Pusha T) (Benji Boko Remix) | Lott, Preven, Mercer, Thornton                         | Rusko, Benji Boko | 3:07    |  |
| Duração total: | Duração total:                                              | Duração total:                                         | Duração total:    | 1:09:54 |  |

| Conteúdo bônus da edição deluxe |                                                  |                   |         |  |
| N.º                             | Título                                           | Diretor(es)       | Duração |  |
| 21.                             | "All About Tonight" (vídeo)                      | Marc Klasfeld     | 2:36    |  |
| 22.                             | "What Do You Take Me For?" (com Pusha T) (vídeo) | Declan Whitebloom | 2:59    |  |
| Duração total:                  | Duração total:                                   | Duração total:    | 1:15:28 |  |

| Edição deluxe asiática |                                              |         |  |
| N.º                    | Título                                       | Duração |  |
| 8.                     | "Dancing on My Own" (com GD&TOP do Big Bang) |         |  |
| 20.                    | "Mama Do (Uh Oh, Uh Oh)"                     |         |  |
| 21.                    | "Cry Me Out" (edição para rádios)            |         |  |
| 22.                    | "Boys and Girls"                             |         |  |

Notas
A edição deluxe asiática do álbum não inclui "Perfect".

## Histórico de lançamento
Young Foolish Happy foi lançado em 11 de novembro de 2011 através de download digital no Reino Unido e na Irlanda. Dia 14 seguinte, o álbum foi distribuído em nações da Europa e da Oceania e no Japão. Na mesma data, ficou disponível em formato físico em território britânico e português. No Japão, seu lançamento em CD ocorreu em 21 de março de 2012.